# Microvoluta blakeana
Microvoluta blakeana är en snäckart som först beskrevs av Dall 1889.  Microvoluta blakeana ingår i släktet Microvoluta och familjen Volutomitridae.

## Underarter
Arten delas in i följande underarter:
- M. b. blakeana
- M. b. laevior